# Wałpusza
Die Wałpusza, deutsch der Waldpusch, ist ein kleiner linker Zufluss des Omulew (Omulef) in Polen.

## Geografie
Der rund 65,7 km lange Fluss entspringt im Jezioro Wałpusz (deutsch Waldpusch-See) in der Woiwodschaft Ermland-Masuren (früheres Ostpreußen) nordöstlich der Stadt Szczytno (Ortelsburg),  fließt in südlicher Richtung ab, kreuzt die Droga krajowa 53 bei Młyńsko, passiert das Dorf Stachy (bis 1945: Waldpusch) und mündet bei dem Dorf Sędrowo (deutsch Sendrowen) in den Omulew, der hier die Grenze zur Woiwodschaft Masowien bildet.

## Geschichte
Erste Nennungen des Sees Wałpusz gehen auf die Zeit um 1420 zurück. Damals hieß der See Alpus, auch Walpus. Der Name wurzelte in der altpreußischen Sprache und lässt sich unter Einbeziehung der hethitischen, der litauischen und der lettischen Sprache als „jung, frisch“ deuten. Im Deutschen schob sich durch eine Umdeutung zu „Wald“ ein „d“ ein.